# سیارک ۴۷۵۱
سیارک ۴۷۵۱ (به انگلیسی: 4751 Alicemanning، نامگذاری:1991BG) چهار هزار و هفتصد و پنجاه و یکمین سیارک کشف شده‌است که در ۱۷ ژانویه ۱۹۹۱ کشف شد.
قدر مطلق سیارک برابر ۱۲٫۰۰ است.